# Laternulidae
Laternulidae zijn een familie van tweekleppigen uit de superorde Anomalodesmata.

## Taxonomie
De volgende geslachten zijn bij de familie ingedeeld:
- Exolaternula Habe, 1977
- Laternula Röding, 1798